# اللغة الصقلية
اللغة الصقلية لغة رومانسية يتحدثها 4.7 مليون شخص في صقلية وجنوب إيطاليا. اللغة ليست لغة رسمية في إيطاليا.
1. ↑  لغة صقلية على إثنولوغ